# Maria Romagosa i Romagosa
Maria Romagosa i Romagosa (Terrassa, Vallès Occidental, 7 de setembre del 1985) és una exjugadora d'hoquei sobre herba en la posició de davantera.
Formada al Júnior Futbol Club, va debutar amb el primer equip la temporada 2002-03. Amb el club, va guanyar un Campionat de Catalunya i un d'Espanya d'hoquei sala. En hoquei sobre herba, va aconseguir tres subcampionats de la Divisió d'Honor (2004-05, 2007-08 i 2008-09) i dos de Copa de la Reina (2005-06 i 2009-10). A nivell individual, va ser la màxima golejadora de la Lliga espanyola el 2012-13 i 2013-14. Internacional amb la selecció espanyola des del 2000, va participar en els Jocs olímpics de Pequín de 2008, aconseguint el setè lloc, i va aconseguir una quarta posició al Campionat del Món de 2006. També va proclamar-se subcampiona del món d'hoquei sala. Al final de la temporada 2013-14 va retirar-se de la competició, després de 21 anys de carrera amb el club santcugatenc.

## Palmarès
Clubs
- 1 Campionat de Catalunya d'hoquei sala
- 1 Campionat d'Espanya d'hoquei sala

Selecció espanyola
- 1 medalla d'argent al Campionat del món d'hoquei sala: 2007

Individual
- Màxima golejadora de la Lliga espanyola d'hoquei sobre herba femenina: 2012-13 i 2013-14